# 浅井昭衛
浅井 昭𫟘（あさい しょうえい、1931年〈昭和6年〉11月30日 -  2023年〈令和5年〉10月16日）は、日本の宗教家。冨士大石寺顕正会会長（初代）。早稲田大学政治経済学部卒業。東京都出身。

## 生涯
浅井甚兵衛の長男として東京都に生まれる。戦後の1947年（昭和22年）、16歳の時に立正安国論を読んで本格的に日蓮正宗の信仰に目覚めた。当時の彼の指導教師であった中島日彰・品川妙光寺住職（能化、元・管長代行。円妙院日彰）から、大石寺26世日寛の六巻抄の個人講義を受け、大石寺教学の基礎を学んだ。
その後、早稲田大学政治経済学部に進学するも中退。法道院法華講の青年部長、妙信講青年部長、同本部長を歴任し、顕正会会長となる。全国法華講連合会の統制に抵抗し、日蓮の遺命について、創価学会および大石寺と全面的に対立するに至った。
米国の有力紙｢TIME｣は浅井昭衛について「癒し手で、彼だけが変革できる日本の不吉な災いを見通せる予言者」とは、会員の目から見た評価だと揶揄し、そして日本には2千を超える「新宗教」があり、その中には脚への崇拝を促す「法の華三法行」、リーダーが人間を超越した力を持つから食事も入浴も睡眠も不要だと言い、信者を殺害しミイラ化した死体をホテルの部屋に放置した「ライフスペース」、東京の地下鉄で死をもたらす化学ガスを撒いて通勤者を襲撃したオウム真理教について述べた後、これら邪教を凌ぐのが顕正会だと紹介した。
2023年（令和5年）10月25日、顕正会の機関誌である『顕正新聞』において、10月16日未明に死去したことが公表された。91歳没。同紙に掲載された次男・浅井城衛（顕正会理事長）のコメントによると、数年前から体力の衰えは窺われながら会長としての指揮を続けていたが、同年9月に開催された同会総幹部会での講演を終えた翌々日に体調を崩し、治療・療養していた中での臨終であったという。

## 代表的な著作
- 日蓮大聖人の仏法 -折伏理論解説書-（1989年6月発行）
- 南無日蓮大聖人（2016年8月発行）
- 立正安国論謹講（日蓮正宗顕正会）（1988年発行）
- 顕正会「試練と忍従」の歴史（1986年発行）
- 御遺命守護の戦い
- （講述）顕正会の歴史と使命（日蓮正宗顕正会）（1993年12月発行）
- 学会・宗門抗争の根本原因（日蓮正宗顕正会） (1991年10月発行)
- なぜ学会員は功徳を失ったか（日蓮正宗顕正会） (1990年8月発行)
- 正本堂の誑惑を破し懺悔清算を求む（2002年12月発行）
- 日蓮大聖人に帰依しなければ日本は必ず亡ぶ（国書刊行会）（1997年7月発行）
- 日蓮大聖人に背く日本は必ず亡ぶ（冨士大石寺顕正会 (浅井昭衛)）（2016年8月発行）
- 日蓮大聖人の仏法-基礎教学書-（冨士大石寺顕正会）（2015年10月発行）